# منتصف الليل

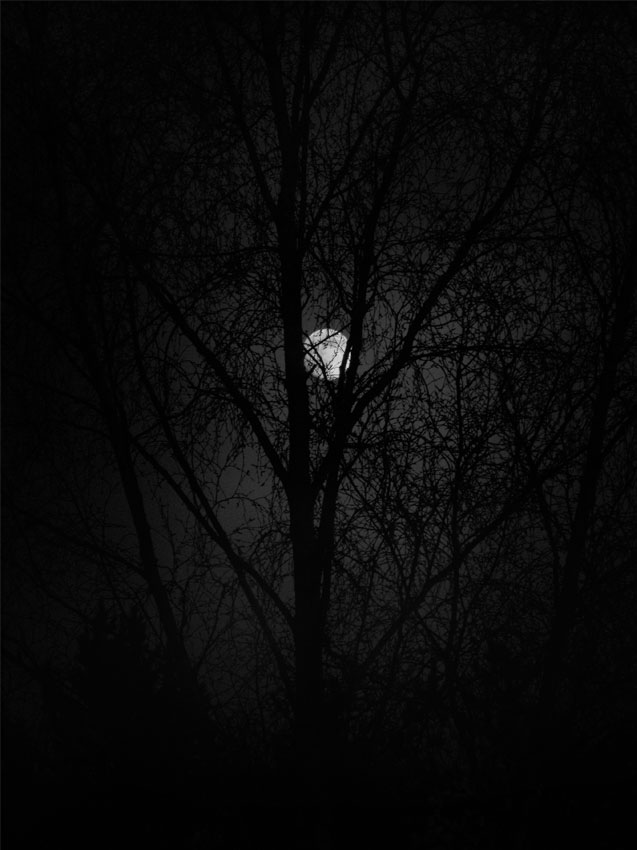

نِصْفُ اللَّيل أو شَطْرُ الليل أو مُنتصَف الليل أو الهُتْك أو الهاذِل أو الهَزِيع أو الزُّلَّة أو الساعة 00:00 هي الساعة التي يبدأ فيها يوم جديد في معظم الثقافات الغربية. وهو الوقت الذي ينتهي فيه أيضًا اليوم السابق، وتكون فيه الشمس في الشمَّال في نصف الكرة الشَّمالي وفي الجنوب في نصف الكرة الجنوبي. ويقابل هذا الوقت في النهار مُنتصَف النهار أو وقت الظهر أو الظَّهِيرة.
ترتقب هذه الساعة كثيرًا في آخر يوم من السنة، لأنها تعلن عن يوم جديد لسنة جديدة وتدشن أفراح رأس السنة.